# 谷良治
谷 良治（たに りょうじ、1958年4月11日 - ）は、群馬県出身の元プロ野球選手（投手）。右投右打。現在は、関東学園大学硬式野球部の監督。

## 来歴・人物
関東学園大附高では2年秋と3年春に県大会準優勝、社会人野球の富士重工業に進む。1981年から3年連続で都市対抗野球に出場し、1981年の日本選手権では優勝を経験。チームメートに橋本敬司、向田佳元両投手がいた。
1984年キャンプ前に、ドラフト外で阪急ブレーブスに入団。
落差の大きいカーブ、スライダー、フォーク、シュートを武器に、1年目から右の中継ぎとして活躍。同年のリーグ優勝に貢献し、日本シリーズでも第3戦に登板。翌1985年は抑えに回り5セーブ。1986年には抑えをアニマルに譲り、チーム最多の43試合に登板、主に中継ぎで7勝1敗1セーブの好成績を記録した。その後は段々と登板機会が減り、1989年はウエスタン・リーグで最優秀防御率を獲得。1992年からは背番号106となり、同年は二軍でも全く登板がないなど、事実上の打撃投手としての役割を果たした。1993年も同様で、同年限りで形式上も現役引退となった。
引退後は、オリックスのアシスタントスタッフ（打撃投手）、球団本部育成部青濤館副寮長を務めた。
2012年から、関東学園大学硬式野球部の監督となる。
1997年に入団した谷佳知が自身と同じ背番号10だったため、ファンからよく間違われていた。

## 詳細情報

### 年度別投手成績
| 年 度    | 球 団           | 登 板 | 先 発 | 完 投 | 完 封 | 無 四 球 | 勝 利 | 敗 戦 | セ 丨 ブ | ホ 丨 ル ド | 勝 率 | 打 者 | 投 球 回 | 被 安 打 | 被 本 塁 打 | 与 四 球 | 敬 遠 | 与 死 球 | 奪 三 振 | 暴 投 | ボ 丨 ク | 失 点 | 自 責 点 | 防 御 率 | W H I P |
| -------- | --------------- | ----- | ----- | ----- | ----- | -------- | ----- | ----- | -------- | ----------- | ----- | ----- | -------- | -------- | ----------- | -------- | ----- | -------- | -------- | ----- | -------- | ----- | -------- | -------- | ------- |
| 1984     | 阪急 オリックス | 28    | 1     | 0     | 0     | 0        | 0     | 1     | 0        | --          | .000  | 258   | 64.0     | 54       | 9           | 22       | 3     | 1        | 38       | 3     | 0        | 23    | 22       | 3.09     | 1.19    |
| 1985     | 阪急 オリックス | 25    | 1     | 0     | 0     | 0        | 0     | 1     | 5        | --          | .000  | 212   | 48.2     | 64       | 11          | 10       | 0     | 3        | 30       | 0     | 0        | 38    | 37       | 6.84     | 1.52    |
| 1986     | 阪急 オリックス | 43    | 0     | 0     | 0     | 0        | 7     | 1     | 1        | --          | .875  | 355   | 89.0     | 71       | 10          | 20       | 0     | 3        | 40       | 3     | 1        | 30    | 27       | 2.73     | 1.02    |
| 1987     | 阪急 オリックス | 19    | 0     | 0     | 0     | 0        | 0     | 0     | 0        | --          | ----  | 120   | 26.0     | 36       | 3           | 9        | 1     | 1        | 19       | 2     | 0        | 19    | 19       | 6.58     | 1.73    |
| 1988     | 阪急 オリックス | 9     | 0     | 0     | 0     | 0        | 0     | 0     | 0        | --          | ----  | 81    | 17.2     | 26       | 1           | 2        | 0     | 0        | 9        | 0     | 0        | 11    | 9        | 4.58     | 1.58    |
| 1989     | 阪急 オリックス | 1     | 0     | 0     | 0     | 0        | 0     | 0     | 0        | --          | ----  | 5     | 1.0      | 2        | 0           | 0        | 0     | 0        | 1        | 0     | 0        | 1     | 1        | 9.00     | 2.00    |
| 通算:6年 | 通算:6年        | 125   | 2     | 0     | 0     | 0        | 7     | 3     | 6        | --          | .700  | 1031  | 246.1    | 253      | 34          | 63       | 4     | 8        | 137      | 8     | 1        | 122   | 115      | 4.20     | 1.28    |

- 阪急（阪急ブレーブス）は、1989年にオリックス（オリックス・ブレーブス）に球団名を変更

### 記録
- 初登板：1984年4月8日、対南海ホークス3回戦（大阪球場）、6回裏1死から3番手で救援登板、1回1失点
- 初先発登板：1984年5月2日、対ロッテオリオンズ5回戦（川崎球場）、2回2/3を2失点で敗戦投手
- 初セーブ：1985年5月15日、対近鉄バファローズ6回戦（阪急西宮球場）、7回表から4番手で救援登板・完了、3回1失点
- 初勝利：1986年5月9日、対南海ホークス5回戦（大阪球場）、6回1死から2番手で救援登板、1回2/3無失点

### 背番号
- 10 （1984年 - 1988年）
- 20 （1989年 - 1991年）
- 106 （1992年 - 2006年）